# Sticksmyrtjärnen (Särna socken, Dalarna)
Sticksmyrtjärnen är en sjö i Älvdalens kommun i Dalarna och ingår i Dalälvens huvudavrinningsområde.